# Ádám Decker
Ádám Jozsef Decker (Budapeste, 29 de fevereiro de 1984) é um jogador de polo aquático húngaro.

## Carreira
Decker integrou o elenco da Seleção Húngara de Polo Aquático que ficou em quinto lugar nos Jogos Olímpicos de 2016.